# Ciclismo ai Giochi della XVI Olimpiade - Tandem
La competizione del velocità tandem di ciclismo dei Giochi della XVI Olimpiade si tenne i giorni dal 3 al 6 dicembre 1956  all'Olympic Park Velodrome di Melbourne, in Australia.

## Programma
| Data            | Round            | Note                                                                             |
| --------------- | ---------------- | -------------------------------------------------------------------------------- |
| 3 dicembre 1956 | Batterie         | La coppia vincitrice di ogni serie ai quarti di finale. Le restanti ai recuperi. |
| 3 dicembre 1956 | Recuperi         | La coppia vincitrice di ogni serie ai quarti di finale.                          |
| 4 dicembre 1956 | Quarti di finale | La coppia vincitrice di ogni serie alle semifinali.                              |
| 4 dicembre 1956 | Semifinali       | La coppia vincitrice di ogni serie alla finale. Le perdenti al 3 e 4 posto.      |
| 6 dicembre 1956 | Finali           |                                                                                  |

## Risultati

### Batterie
| Serie | Pos. | Nazione          | Atleti                               | Tempo | Note |
| ----- | ---- | ---------------- | ------------------------------------ | ----- | ---- |
| 1     | 1    | Francia          | Robert Vidal André Gruchet           | 11"2  | Q    |
| 1     | 2    | Cecoslovacchia   | Ladislav Fouček Václav Machek        |       |      |
| 2     | 1    | Sudafrica        | Thomas Shardelow Raymond Robinson    | 11"2  | Q    |
| 2     | 2    | Germania         | Günther Ziegler Fritz Neuser         |       |      |
| 2     | 3    | Australia        | Ian Browne Tony Marchant             |       |      |
| 3     | 1    | Italia           | Giuseppe Ogna Cesare Pinarello       | 10"8  | Q    |
| 3     | 2    | Gran Bretagna    | Peter Brotherton Eric Thompson       |       |      |
| 4     | 1    | Nuova Zelanda    | Ritchie Johnston Warren Johnston     | 11"3  | Q    |
| 4     | 2    | Stati Uniti      | Jim Rossi Donald Ferguson            |       |      |
| 4     | 3    | Unione Sovietica | Rostislav Vargashkin Vladimir Leonov |       |      |

### Recuperi
| Serie | Pos. | Nazione          | Atleti                               | Tempo | Note |
| ----- | ---- | ---------------- | ------------------------------------ | ----- | ---- |
| 1     | 1    | Gran Bretagna    | Peter Brotherton Eric Thompson       | 11"0  | Q    |
| 1     | 2    | Stati Uniti      | Jim Rossi Donald Ferguson            |       |      |
| 2     | 1    | Cecoslovacchia   | Ladislav Fouček Václav Machek        | 11"2  | Q    |
| 2     | 2    | Australia        | Ian Browne Tony Marchant             |       |      |
| 3     | -    | Germania         | Günther Ziegler Fritz Neuser         | DNF   |      |
| 3     | -    | Unione Sovietica | Rostislav Vargashkin Vladimir Leonov | DNF   |      |

### Recupero ripetizione
| Pos. | Nazione     | Atleti                       | Tempo | Note |
| ---- | ----------- | ---------------------------- | ----- | ---- |
| 1    | Australia   | Ian Browne Tony Marchant     | 11"0  | Q    |
| 2    | Stati Uniti | Jim Rossi Donald Ferguson    |       | Q    |
| 3    | Germania    | Günther Ziegler Fritz Neuser |       |      |

### Quarti di finale
| Serie | Pos. | Nazione        | Atleti                            | Tempo | Note |
| ----- | ---- | -------------- | --------------------------------- | ----- | ---- |
| 1     | 1    | Cecoslovacchia | Ladislav Fouček Václav Machek     | 10"8  | Q    |
| 1     | 2    | Nuova Zelanda  | Ritchie Johnston Warren Johnston  |       |      |
| 2     | 1    | Australia      | Ian Browne Tony Marchant          | 10"8  | Q    |
| 2     | 2    | Sudafrica      | Thomas Shardelow Raymond Robinson |       |      |
| 3     | 1    | Gran Bretagna  | Peter Brotherton Eric Thompson    | 11"2  | Q    |
| 3     | 2    | Francia        | Robert Vidal André Gruchet        |       |      |
| 4     | 1    | Italia         | Giuseppe Ogna Cesare Pinarello    | 10"8  | Q    |
| 4     | 2    | Stati Uniti    | Jim Rossi Donald Ferguson         |       |      |

### Semifinali
| Serie | Pos. | Nazione        | Atleti                         | Tempo | Note |
| ----- | ---- | -------------- | ------------------------------ | ----- | ---- |
| 1     | 1    | Cecoslovacchia | Ladislav Fouček Václav Machek  | 11"0  | Q    |
| 1     | 2    | Gran Bretagna  | Peter Brotherton Eric Thompson |       |      |
| 2     | 1    | Australia      | Ian Browne Tony Marchant       | 10"8  | Q    |
| 2     | 2    | Italia         | Giuseppe Ogna Cesare Pinarello |       |      |

### Finali
| Pos.         | Nazione        | Atleti                         | Tempo        |
| 1º e 2 posto | 1º e 2 posto   | 1º e 2 posto                   | 1º e 2 posto |
| ------------ | -------------- | ------------------------------ | ------------ |
| Oro          | Australia      | Ian Browne Tony Marchant       | 10"8         |
| Argento      | Cecoslovacchia | Ladislav Fouček Václav Machek  |              |
| 3º e 4 posto |                |                                |              |
| Bronzo       | Italia         | Giuseppe Ogna Cesare Pinarello | 10"8         |
| 4            | Gran Bretagna  | Peter Brotherton Eric Thompson |              |